# Schneesäge
Eine Schneesäge ist eine Säge, mit der Schneeblöcke zum Bau von Iglus gesägt werden. Schneesägen sehen den Fuchsschwanzsägen ähnlich. Die Länge des Sägeblattes leitet sich von der mittleren Kantenlänge der zu schneidenden Blöcke ab und misst meist etwa 50 cm. Sie haben große Sägezähne mit einer Zahnteilung von 2–3 cm. Das Blatt ist oft beidseitig gezähnt, um in beide Richtungen arbeiten zu können. Das Sägeblatt ist meist aus Aluminium, damit die Säge leicht zu transportieren ist. Der Griff ist traditionell gerade, oder um ergonomischeres Arbeiten zu ermöglichen bis 45° abgewinkelt. Der Griff besteht oft aus leichtem Kunststoff, an dem der Schnee nicht festfriert.
Die Schneesäge oder das Schneemesser ist das einzige benötigte Werkzeug zum Bau eines Iglus.